# Clayton (Misuri)
Clayton es una ciudad ubicada en el condado de San Luis en el estado estadounidense de Misuri. En el Censo de 2010 tenía una población de 15939 habitantes y una densidad poblacional de 2.484,49 personas por km².

## Geografía
Clayton se encuentra ubicada en las coordenadas 38°38′39″N 90°19′49″O / 38.64417, -90.33028. Según la Oficina del Censo de los Estados Unidos, Clayton tiene una superficie total de 6.42 km², de la cual 6.42 km² corresponden a tierra firme y (0%) 0 km² es agua.

## Demografía
Según el censo de 2010, había 15939 personas residiendo en Clayton. La densidad de población era de 2.484,49 hab./km². De los 15939 habitantes, Clayton estaba compuesto por el 77.99% blancos, el 8.19% eran afroamericanos, el 0.16% eran amerindios, el 10.8% eran asiáticos, el 0.03% eran isleños del Pacífico, el 0.42% eran de otras razas y el 2.4% pertenecían a dos o más razas. Del total de la población el 3.06% eran hispanos o latinos de cualquier raza.